# هاکون (ولیعهد نروژ)
هاکون، ولیعهد نروژ تلفظ نروژی: [ˈˈho:.kʊn] متولد ۱۹۷۳، وارث تاج و تخت نروژ و فرزند پادشاه کنونی، هارالد پنجم است. او عضو دودمان شلسویگ-هلشتاین-زندربرگ-گلوکسبورگ است که شاخه ای از سلسله الدنبورگ است. او خواهر بزرگتری به نام شاهدخت مارتا لوئیز دارد. او در صورت جلوس بر تخت شاهی، هوکون هشتم. نامیده خواهد شد. آخرین شاه با این نام پدر پدربزرگ او هوکون هفتم بود.

## افتخارات
|  |  |  |  |  |